# 馬友友
马友友（1955年10月7日—），美籍华裔大提琴演奏家，籍貫浙江鄞县（今寧波市），生于法國巴黎。他录制了90多张专辑并获得了18项格莱美奖。
自2006年以来，马友友一直是联合国和平使者。1999年，他被授予格伦·古尔德奖，2001年被授予国家艺术奖章，2011年被授予总统自由勋章，2012年被授予极地音乐奖。
马友友被《时代》评为2020年全球100名最具影响力的人物之一。

## 家庭背景
馬友友籍貫浙江鄞县（今寧波市）。祖父是地主；父亲马孝骏為音樂教育學博士，同時也是作曲家兼指挥家，曾任國立中央大學、中國文化大學教授；母亲卢雅文则是国立中央大学艺术系毕业的聲樂女歌手，國共內戰時二人從中國大陸移民法國。

## 生平

### 早期
馬友友出生於法國巴黎。4歲開始學鋼琴與大提琴，6歲開始在觀眾面前演出。7歲與家人遷往美國紐約定居，並曾在白宮为艾森豪威尔總統、約翰·甘迺迪總統夫婦演出。8歲结识了著名的大提琴家帕乌·卡萨尔斯，並且其与倫納德·伯恩斯坦帮助下，在美国的卡耐基音乐厅与姐姐马友乘参加了第一次公开演出。這場演奏會是由倫納德·伯恩斯坦所指揮，並且在美國的電視節目上播出。
馬友友14歲中學畢業，並且以獨奏者的身分，與哈佛雷蒂克里夫樂團（Harvard Radcliffe Orchestra）共同演奏柴可夫斯基的《洛可可主題變奏曲》（Variations on a Rococo Theme）。後來馬友友進入茱莉亞學院，在大提琴家雷奧納多·羅斯（Leonard Rose）門下學習。讀了7年之後，雖然成績名列前茅，但他卻在尚未畢業之前便退學，並前往哈佛大學就讀。他在這個時候逐漸成名，與許多重要的交響樂團一起演奏。這段期間馬友友錄製並演奏了巴赫的《大提琴組曲》（Cello Suites）。同時也經常與他在音樂學院時期所結交的好友鋼琴家伊曼纽尔·艾克斯，合作演出一些室內樂。

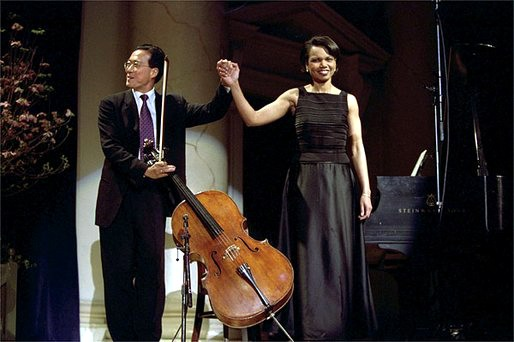
馬友友與康多莉扎·萊絲共同演出二重奏（照片拍攝於演出後）

1976年馬友友于美国哈佛大学毕业，並取得人類學学士学位。1991年，哈佛大學授予他榮譽博士學位。

### 職業生涯
1977年，馬友友與長期交往的女友Jill Hornor結婚，他們育有兩個小孩，分別叫做尼可拉斯（Nicholas）與艾蜜莉（Emily）。馬友友的姊姊马友乘也是小提琴家，她與吉他手麥可·達德普（Michael Dadap）結婚。兩個家庭在紐約長島經營兒童交響樂團協會（Children's Orchestra Society）。
馬友友近年來從事絲綢之路計畫，目標是結合來自歷史上由絲綢之路所連結的各國音樂家，唱片的發行者是索尼古典（Sony Classical）。
2009年1月20日，马友友在美国第44任总统奥巴马的就职仪式上領銜表演四重奏，四重奏由馬友友、小提琴家伊扎克·帕爾曼 、鋼琴家加布里埃拉·蒙特罗與單簧管家安東尼·麥吉爾（Anthony McGill）共同擔綱。
馬友友最主要演奏樂器是Domenico Montagnana的Petunia (1733)，這是一把在威尼斯組裝的大提琴，要價250萬美元，擁有270年以上的歷史，暱稱為Petunia，馬友友曾有一次將它遺留在紐約的計程車裡。後來找回且並未受損。馬友友的另有一把原屬傑奎琳·杜普蕾的大提琴，名為大卫朵夫，杜普蕾死後，酩悅·軒尼詩－路易·威登集團擁有的大卫朵夫，供給馬友友使用。除此之外，他還擁有一把碳纖維製成的大提琴，製作公司為波士頓的Luis and Clark。
馬友友為多部电影音乐配樂，其中包括布萊德·彼特主演的電影《西藏七年》，李安导演的《卧虎藏龙》等。
1999年2月，美國紐約市將曼哈頓東46街與第五大道交叉口的路牌，暫時性地換成「馬友友路」（Yo-Yo Ma Way）。
2021年3月，馬友友在美國麻州皮茨菲爾德一間社區學院，接種第二劑COVID-19疫苗後即席演奏大提琴，在場人士報以熱烈掌聲。網民讚許馬友友透過音樂撫慰人心。
2022年3月7日，馬友友獨自到俄羅斯駐美大使館門前演奏，用琴音反對戰爭，祈求世界和平。

## 风格

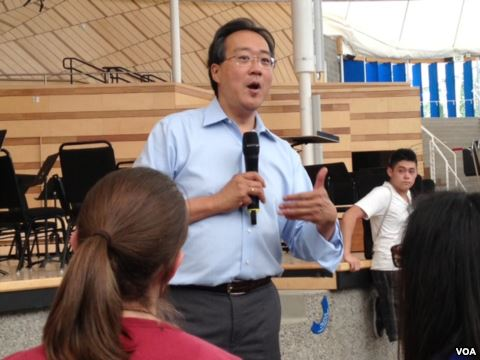
馬友友和音樂愛好者交流，2013年

評論家認為馬友友「無所不奏」（omnivorous），比一般的古典音樂家更為兼容並蓄。马友友非常重视与小听众的接触，经常参与各种音乐教育的活动，并鼓励青少年多多接触音乐，思考音乐和创作音乐。

## 奖项与荣誉
- 格莱美奖
  - 最佳室內樂演奏：1996年、1993年、1992年、1987年、1986年
  - 最佳樂器獨奏獎（與交響樂團合奏）：1998年、1995年、1993年、1990年
  - 最佳樂器獨奏獎（無交響樂團）：1985年
  - 最佳古典音樂當代作曲獎：1995年
  - 最佳古典音樂專輯獎：1998年
  - 最佳古典混合音樂專輯獎：2004年、2001年、1999年
  - 最佳古典跨界音樂專輯獎：2010年
  - 格莱美最佳民谣专辑奖：2012年
  - 最佳世界音樂專輯獎：2017年（與絲綢之路樂團合奏）
- 1978年：艾弗里·费雪奖（英语：Avery Fisher Prize）
- 1993年：美国文理科学院院士[19]
- 1999年：格伦·古尔德奖（英语：Glenn Gould Prize）
- 1999年：美国哲学学会会员[19]
- 2001年：国家艺术奖章[2]
- 2004年：哈佛艺术奖章（英语：Arts First）[20]
- 2004年：拉丁格莱美奖最佳器乐专辑——Obrigado Brazil（Sony 89935）
- 2005年：普林斯顿大学名誉音乐艺术博士
- 2006年：联合国和平使者[1]
- 2006年：丹·大卫奖
- 2006年：莱奥妮·松宁音乐奖（英语：Léonie Sonning Music Prize）
- 2007年：国际大提琴节杰出奖
- 2011年：肯尼迪中心荣誉奖[21]
- 2011年：总统自由勋章（2011年2月15日颁发）[22]
- 2012年：保拉音樂獎[3]
- 2012年：《Songlines（英语：Songlines (magazine)）》杂志2012年度音乐奖最佳跨文化合作奖
- 2013年：维尔切克当代音乐奖（英语：Vilcek Foundation）[23]
- 2014年：中西部青年艺术家（英语：Midwest Young Artists Conservatory）金指挥棒奖
- 2014年：弗雷德·罗杰斯遗产奖，首届获奖者
- 2016年：法国艺术与文学勋章[24]
- 2019年：牛津大学名誉音乐博士[25]
- 2019年：达特茅斯学院名誉文学博士[26]
- 2020年：亚洲协会的亚洲创变者奖（英语：Asia Game Changer Awards）[27]
- 2021年：高松宫殿下纪念世界文化奖[28]